# Barra de Potosi
Barra de Potosi est un village mexicain au bord de l'océan Pacifique, à environ 200 kilomètres au nord d'Acapulco, dans la municipalité de Petatlán de l'état de Guerrero.

## Caractéristiques du village
On y trouve une longue plage de sable blond de plusieurs kilomètres. À l'extrémité nord de la plage, se trouve une lagune où se sont installés plusieurs restaurants, en face de la mer. Ces restaurants servent des plats à base de poisson.
L'intérêt de Barra de Potosi pour le pêcheur, c'est, presque une fois par semaine, la venue de bancs de thons chassant près du bord. Tous les pêcheurs locaux surgissent alors munis d'une bobine de fil enroulée autour d'un morceau de bois dur. Dès qu'ils voient les thons, ils jettent le fil dans l'eau avec adresse et en ramènent parfois plusieurs.
Non loin de Barra de Potosí se trouve la ville de Zihuatanejo. On peut y visiter un marché constitué de dizaines de commerçants vendant, entre autres, des poteries, des colliers, de l'or et de l'argent, des cannes, des articles de pêche, des objets décoratifs ou muraux.
Zihuatanejo compte aussi des restaurants de toutes sortes, avec des tacos (les tacos sont comme des galettes appelées tortillas que les cuisiniers remplissent de viande), des frites, de la viande, des légumes.